# 興實達
興實達為緬甸伊洛瓦底省興實達縣興實達鎮的城市，位於伊洛瓦底江附近。1983年的人口調查中興實達人口為82,005人，而2014年興實達人口成長到83,762人。當地種植的稻米及穀物可經由興實達港來進行貿易。

## 歷史
歷史上，興實達曾被孟族所佔領，且為蒲甘王國的一部分。

## 教育
當地著名的學校有興實達電腦研究大學（University of Computer Studies Hinthada）、興實達大學（Hinthada University）以及興實達理工大學等。

## 著名人物
- 克魯奇恩·奈溫（英语：Kawleikgyin Ne Win）：緬甸演員。
- 波·奇雅（英语：Pho Kyar）：緬甸小說家。
- 歐內斯特·巴特森·普利斯（英语：Ernest B. Price）：美國外交官。

## 外部連結
- "Hinthata Organization", in Burmese